# Bunkry Koberbrunn
Bunkry Koberbrunn – różnego typu bunkry ćwiczebne zlokalizowane na obszarze poligonu wojskowego w Borach Dolnośląskich w okolicach wzgórza Koberbrunn (Wzgórze Artyleryjskie 165,7 m n.p.m.) pomiędzy Świętoszowem a Pstrążem (obecnie Ośrodek Szkolenia Poligonowego Wojsk Lądowych Żagań). Budowane przez wojsko niemieckie od lat 30. XX wieku, prawdopodobnie w dwóch turach. Największy jest dwukondygnacyjny bunkier z platformą widokową na szczycie wzgórza.
Stanowią obiekty sztuki militarnej II wojny światowej, obecnie niezinwentaryzowane.